# Archidiecezja Cebu
Archidiecezja Cebu (łac. Archidioecesis Nominis Iesu o Caebuana) – diecezja rzymskokatolicka na Filipinach z siedzibą w Cebu City.

## Historia
Powstała 14 sierpnia 1595 z części ówczesnej diecezji manilskiej jako diecezja Cebu. Promowana 28 kwietnia 1934 do rangi archidiecezji i siedziby metropolii.

## Główne świątynie
- Katedra: Archikatedra św. Witalisa w Cebu City
- Bazylika mniejsza: Bazylika Dzieciątka Jezus w Cebu City

## Lista biskupów
- Pedro de Agurto, O.S.A. † (1595-1608)
- Pedro Arce, O.S.A. † (1612-1645)
- Juan Velez † (1660-1662)
- Juan López † (1663-1672)
- Diego de Aguilar, O.P. † (1676-1692)
- Miguel Bayod, O.F.M. † (1697-1700)
- Pedro Sanz de la Vega y Landaverde, O. de M. † (1705-1717)
- Sebastián Foronda, O.S.A. † (1722-1728)
- Manuel de Ocio y Campo † (1734-1737)
- Protacio Cabezas † (1740-1753)
- Miguel Lino de Ezpeleta † (1757-1771)
- Mateo Joaquin Rubio de Arevalo † (1775-1788)
- Ignacio de Salamanca † (1792-1802)
- Joaquín Encabo de la Virgen de Sopetrán, O.A.R. † (1804-1818)
- Francisco Genovés, O.P. † (1825-1827)
- Santos Gómez Marañón, O.S.A. † (1829-1840)
- Romualdo Jimeno Ballesteros, O.P. † (1846-1872)
- Benito Romero, O.F.M. † (1876-1885)
- Martín García y Alcocer, O.F.M. † (1886-1904)
- Thomas Hendrick † (1903-1909)
- Juan Bautista Gorordo † (1910-1931)
- Gabriel Reyes † (1932-1949)
- kard. Julio Rosales † (1949-1982)
- kard. Ricardo Vidal † (1982-2010)
- Jose Palma (2011-2025)
- Alberto Uy (nominat)